# Лукавац
Лукавац (босн. і хорв. Lukavac, серб. Лукавац) — місто на північному сході Боснії і Герцеговини, розташоване у Тузланському кантоні Федерації Боснія і Герцеговина на березі річки Спреча. Згідно з боснійським переписом 2013 року, населення міста становило 12 061 житель.

## Історія
На території міста неподалік гірського масиву Озрен були знайдені сліди культури бронзового віку, що свідчить проте, що ця територія була населена ще первісними людьми.
Перша згадка назви Лукавац датується 1528 роком, тоді місто було поділене на дві частини — Верхній та Нижній Лукавац. В переписі населення 1885 року Лукавац розділений на турецький та сербський.
Подальший розвиток міста пов'язаний із відкриттям у ньому содового заводу. З невеликого поселення Лукавац перетворився на повноцінне індустріальне місто. В часи Другої світової війни місто неодноразово переходило з рук у руки: Народно-визвольна армія Югославії двічі визволяла місто від нацистської окупації — 30 вересня 1943 року та 13 вересня 1944 року. Інтенсивний розвиток Лукавця розпочався після війни: муніципалітет швидко розвивався, що призвело до розвитку виробництва, торгівлі, спорту та культури. Після Боснійської війни місто втратило більшу частину сербського населення.

## Демографія
| Перепис    | 2013            | 1991            | 1981            | 1971           |
| Разом      | 12,061 (100.0%) | 12,647 (100.0%) | 10,597 (100.0%) | 8,613 (100.0%) |
| Бошняки    | 10,001 (82.92%) | 7,596 (60.06%)  | 5,424 (51.18%)  | 5,221 (60.62%) |
| Боснійці   | 610 (5.058%)    |                 |                 |                |
| Хорвати    | 361 (2.993%)    | 493 (3.898%)    | 651 (6.143%)    | 892 (10.36%)   |
| Серби      | 273 (2.263%)    | 2,219 (17.55%)  | 1,905 (17.98%)  | 1,897 (22.02%) |
| Цигани     | 229 (1.899%)    |                 |                 |                |
| Албанці    | 29 (0.240%)     |                 |                 |                |
| Югослави   | 5 (0.041%)      | 1,940 (15.34%)  | 2,346 (22.14%)  | 382 (4.475%)   |
| Чорногорці | 8 (0.066%)      |                 |                 |                |
| Словенці   | 5 (0.041%)      |                 |                 |                |
| Македонці  | 3 (0.025%)      |                 |                 |                |
| Турки      | 1 (0.008%)      |                 |                 |                |
| Інші       | 536 (4.444%)    | 399 (3.155%)    | 271 (2.557%)    | 221 (2.566%)   |

## Туризм
Найважливішим туристичним об'єктом поблизу Лукавця є озеро Модрац, яке має площу 17 км². Пляж має довжину близько 1,5 км, на ньому розташовані ресторани, готелі та спортивні споруди. Після 2005 року в озері заборонено купатись через серйозне забруднення бактеріями внаслідок великої кількості сміттєвих звалищ на березі.

## Економіка

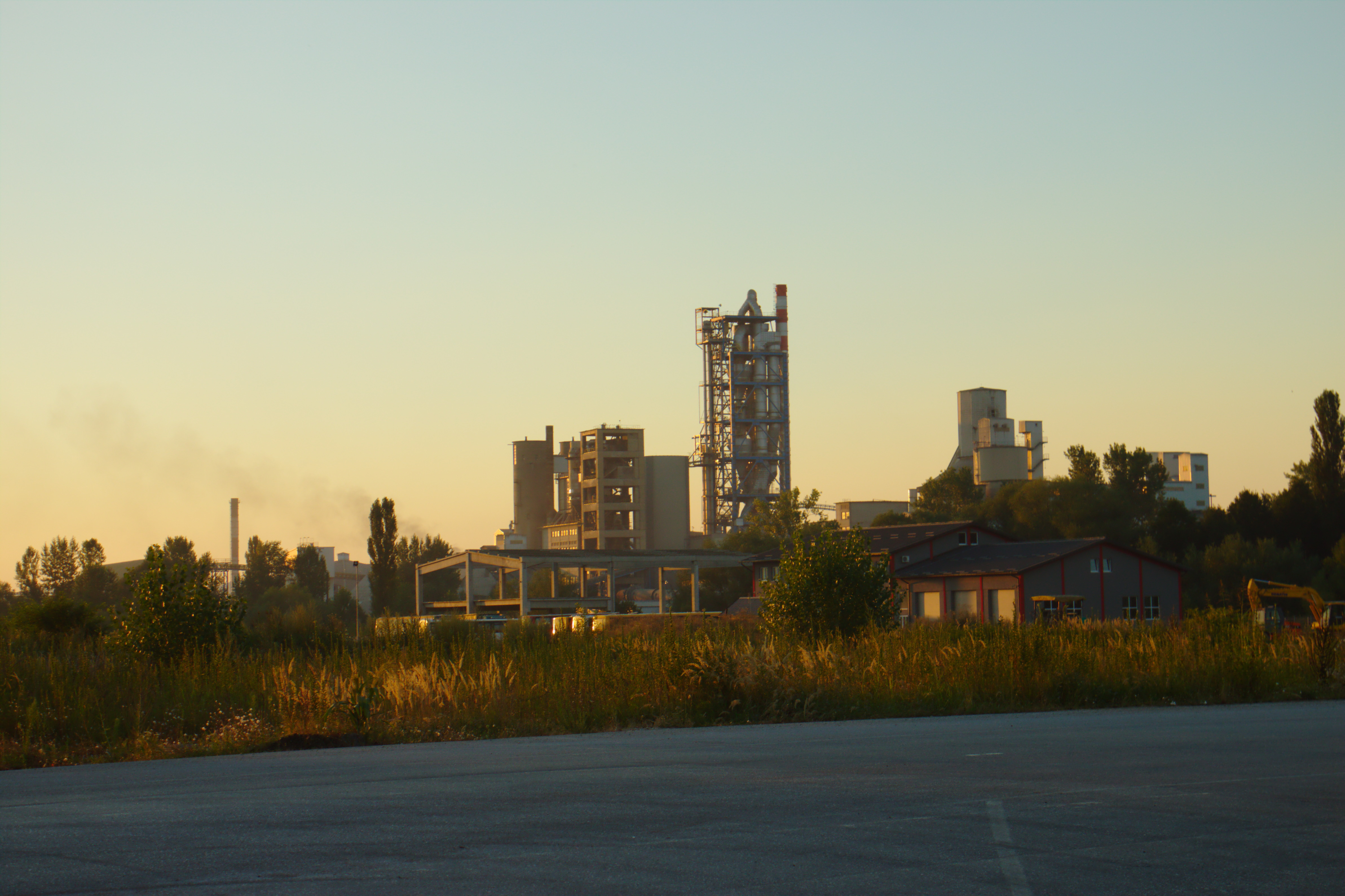
Лукавацька цементна фабрика

Лукавац має потужну хімічну промисловість, як і весь Тузланський кантон. Основними фабриками є Soda Lukavac та цементна фабрика Fabrika Cementa Lukavac (FCL). Наявність хімічної промисловості негативно відображається на екологічному стані міста. За даними компанії IQAir за 2019 рік, Лукавац став містом з найбруднішим повітрям у Європі.

## Спорт
В місті є футболльний клуб «Раднички», який виступає в Другій футбольній лізі Боснії і Герцеговини.
Лукавацький карате клуб (раніше відомий під назвою KK Reweus) здобував міжнародні призи та виростив декількох сильних бійців, які представляють Боснію та Герцеговину на чемпіонатах світу.

## Міста-побратими
- Ульцинь, Чорногорія[10]
- Веленє, Словенія[11]
- Бремен, Німеччина [12]